# Temporada 2011 del Campeonato de España de Rally
La temporada 2011 fue la edición 55.ª del Campeonato de España de Rally. Comenzó el 26 de marzo en el Rally Vila Joiosa y finalizó el 27 de noviembre con el Rally Race Comunidad de Madrid. El campeón fue Miguel Ángel Fuster que logró su tercer título nacional.

## Calendario
| N.º | Fecha               | Prueba                                    | Series | Resultados |
| --- | ------------------- | ----------------------------------------- | ------ | ---------- |
| 1   | 1-2 de abril        | 21.º La Vila Joiosa                       |        | Resultados |
| 2   | 17-18 de abril      | 35.º Rally Islas Canarias-El Corte Inglés | IRC    | Resultados |
| 3   | 13-14 de mayo       | 33.º Rally Cantabria Infinita             |        | Resultados |
| 4   | 2-4 de junio        | 47.º Rally Rías Baixas Vodafone           |        | Resultados |
| 5   | 17-18 de junio      | 44.º Rally de Ourense                     |        | Resultados |
| 6   | 20-21 de agosto     | 42.º Rallye de Ferrol                     |        | Resultados |
| 7   | 11-12 de septiembre | 48 .º Rally Príncipe de Asturias          | Europa | Resultados |
| 8   | 7-9 de octubre      | 35.º Rally Villa de Llanes                |        | Resultados |
| 9   | 4-5 de noviembre    | 29.º Rally Sierra Morena                  |        | Resultados |
| 10  | 25-26 de noviembre  | 2.º Rally Race Comunidad de Madrid        |        | Resultados |

## Cambios y novedades
Se aprueba la participación de vehículos con homologación Kit Car y World Rally Car que habían sido prohibidos años atrás.
El Rally Islas Canarias-El Corte Inglés era puntuable para el IRC y el Rally Príncipe de Asturias para el Campeonato de Europa.

### Puntuación
| Posición | 1  | 2  | 3  | 4  | 5  | 6  | 7  | 8  | 9  | 10 | 11 | 12 | 13 | 14 | 15 | 16 | 17 | 18 | 19 | 20 |
| -------- | -- | -- | -- | -- | -- | -- | -- | -- | -- | -- | -- | -- | -- | -- | -- | -- | -- | -- | -- | -- |
| Puntos   | 35 | 30 | 27 | 25 | 23 | 21 | 19 | 17 | 15 | 13 | 11 | 9  | 8  | 7  | 6  | 5  | 4  | 3  | 2  | 1  |

- Solo Rally Islas Canarias-El Corte Inglés y Rally Príncipe de Asturias

| Posición | 1     | 2  | 3     | 4     | 5     | 6     | 7     | 8     | 9     | 10    | 11    | 12    | 13 | 14    | 15 | 16  | 17 | 18  | 19 | 20  |
| -------- | ----- | -- | ----- | ----- | ----- | ----- | ----- | ----- | ----- | ----- | ----- | ----- | -- | ----- | -- | --- | -- | --- | -- | --- |
| Puntos   | 52,50 | 45 | 40,50 | 37,50 | 34,50 | 31,50 | 28,50 | 25,50 | 22,50 | 19,50 | 16,50 | 13,50 | 12 | 10,50 | 9  | 7,5 | 6  | 4,5 | 3  | 1,5 |

## Equipos
| Equipo                      | Vehículo                | Piloto                | Copiloto          | Rondas            |
| Equipos oficiales           | Equipos oficiales       | Equipos oficiales     | Equipos oficiales | Equipos oficiales |
| --------------------------- | ----------------------- | --------------------- | ----------------- | ----------------- |
| Suzuki Motor Ibérica        | Suzuki Swift S1600      | Joan Vinyes           | Jordi Mercader    | 1-2, 4-10         |
| Suzuki Motor Ibérica        | Suzuki Swift S1600      | Gorka Antxustegui     | Gabriel Suárez    | 1-2, 4-10         |
| Suzuki Motor Ibérica        | Suzuki Swift            | Santiago Cañizares    | Daniel Cue        | 1, 4-7, 9-10      |
| Equipos privados            |                         |                       |                   |                   |
| Varios                      | Škoda Fabia S2000       | Alberto Hevia         | Alberto Iglesias  | 2-10              |
| A.I.A.                      | Porsche 911 GT3 RS 3.6  | Miguel Ángel Fuster   | Ignacio Aviñó     | 1-5, 7-9          |
| RMC Motorsport              | Ford Fiesta R2          | Enrique García Ojeda  | Pablo Marcos      | 1-3               |
| RMC Motorsport              | Ford Fiesta S1600       | Adrián Díaz Pérez     | César Díaz        | 1                 |
| RMC Motorsport              | Ford Fiesta R2          | Adrián Díaz Pérez     | César Díaz        | 3                 |
| RMC Motorsport              | Mitsubishi Lancer Evo X | Eugenio Mantecón      | Álex Noriega      | 1-9               |
| RMC Motorsport              | Ford Fiesta S2000       | Xavi Pons             | Álex Haro         | 1-7               |
| RMC Motorsport              | Mitsubishi Lancer Evo X | Xavi Pons             | Álex Haro         | 8                 |
| RMC Motorsport              | Mitsubishi Lancer Evo X | Francisco Cima        | Pablo González    | 1                 |
| A.C. Principado de Asturias | Lotus Exige GT          | Francisco Cima        | Pablo González    | 7, 10             |
| Escudería Ourense           | Lotus Exige GT          | Sergio Vallejo        | Diego Vallejo     | 1, 3-4            |
| Escudería Ourense           | Lotus Exige GT          | Sergio Vallejo        | Ramón López       | 2, 5              |
| Escudería Ourense           | Porsche 911 GT3 RS 3.6  | Sergio Vallejo        | Diego Vallejo     | 6-10              |
| AMP Classic Team            | Peugeot 207 S2000       | Jonathan Pérez Suárez | Enrique Velasco   | 1-10              |
| Senra Sport                 | Peugeot 306 Maxi        | Víctor Senra          | David Vázquez     | 1, 3-5, 8         |
| Senra Sport                 | Peugeot 206 S1600       | Víctor Senra          | David Vázquez     | 6                 |

## Resultados

### Campeonato de pilotos

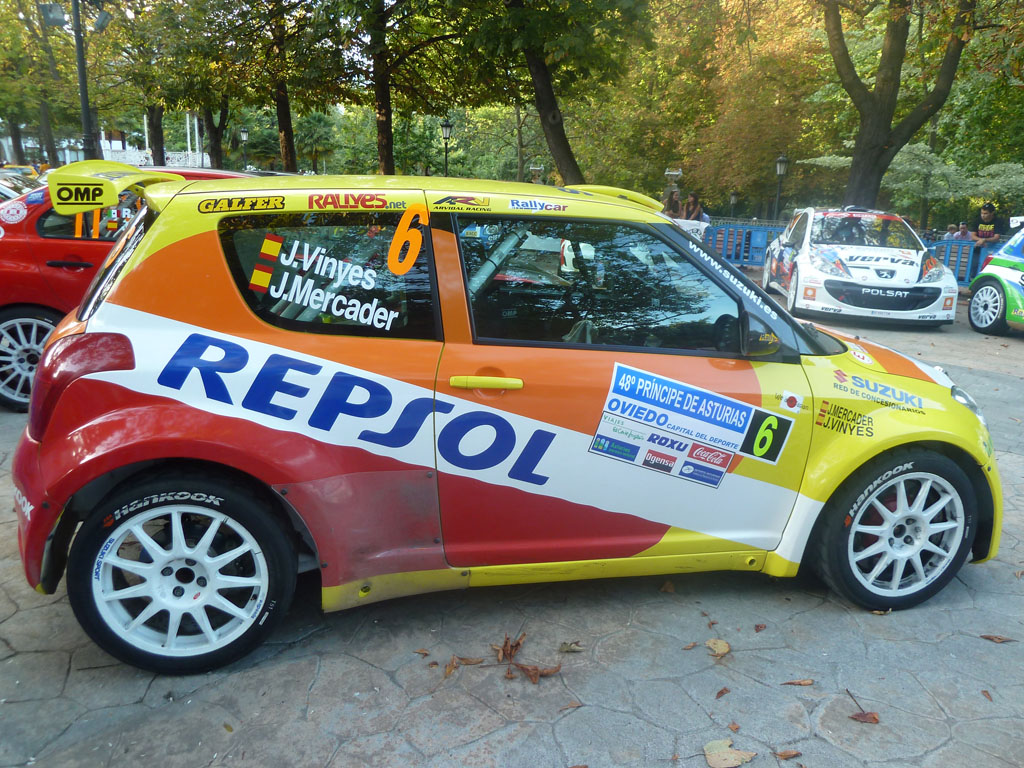
Joan Vinyes fue tercero este temporada con el Suzuki Swift S1600.

| Pos.        | Piloto                       | VLJ | CNR | CAN | RBX | ORN | FRR | PRA | VLL | SRM | RCM | Puntos |
| ----------- | ---------------------------- | --- | --- | --- | --- | --- | --- | --- | --- | --- | --- | ------ |
| 1.          | Miguel Ángel Fuster          | 1   | 1   | 6   | 2   | 1   | Dns | 1   | 2   | 4   |     | 260    |
| 2.          | Jonathan Pérez Suárez        | 3   | 9   | Ret | 3   | 3   | 2   | 4   | 6   | 3   | Ret | 219    |
| 3.          | Joan Vinyes                  | 7   | 7   |     | 4   | 4   | 6   | 5   | 4   | 5   | 6   | 201    |
| 4.          | Sergio Vallejo               | Ret | 5   | 2   | Ret | Dns | 1   | Ret | 3   | 1   | 1   | 196,5  |
| 5.          | Xevi Pons                    | 2   | 3   | 1   | 1   | Ret | Ret | 3   | 15  |     |     | 187    |
| 6.          | Alberto Hevia                |     | 6   | Ret | Ret | Dns | 3   | 2   | 1   | Ret |     | 165,5  |
| 7.          | Gorka Antxustegui            | 9   | 8   |     | 5   | 6   | 5   | Ret | 10  | 6   | 7   | 160,5  |
| 8.          | Daniel Marban                | 10  |     | 10  | 6   | 7   | 9   | 6   | 8   | 8   | Ret | 146,5  |
| 9.          | Miguel Arias                 | Ret | 17  |     | 10  |     |     | 7   | 9   | 9   | 16  | 82,5   |
| 10.         | Víctor Senra                 | 4   |     | 3   | Ret | 2   | Ret |     | Ret |     |     | 82     |
| 11.         | Eugenio Mantecón             | 5   | 11  | 15  | Ret | Ret | Ret | Ret | Ret | 7   |     | 64,5   |
| 12.         | Pedro David Pérez Sánchez    | 6   | 15  | Ret |     | Ret |     |     |     | 2   |     | 60     |
| 13.         | Rubén Gracia                 | 15  | 18  |     | 14  | 11  |     |     |     |     |     | 28,5   |
| 14.         | Álvaro Muñiz                 |     |     |     |     |     | 26  |     | 5   | Ret | 2   | 53     |
| 15.         | Marcos Diego                 | 14  |     | 7   | 26  |     |     |     |     |     | 18  | 26     |
| 16.         | Bruno Magalhaes              |     | 2   |     |     | Ret |     |     |     |     |     | 45     |
| 17.         | Enrique García Ojeda         | 11  | 16  | 4   |     |     |     |     |     |     |     | 43,5   |
| 18.         | Pablo Rey                    | 21  |     |     | 19  |     | 14  | 8   |     | 13  | Ret | 42,5   |
| 19.         | Surhayen Pernía              | 18  |     | 9   | Ret | 22  | 19  | 9   |     | Ret | 25  | 42,5   |
| 20.         | Alberto Meira                | Ret |     | Ret | 8   | Ret | 4   |     |     |     |     | 42     |
| 21.         | Pablo Pazó                   | 17  |     |     | 13  | 13  | 16  | 13  |     | 16  | 23  | 42     |
| 22.         | Fran Cima                    | 8   |     |     |     |     |     | Ret |     |     | 5   | 17     |
| 23.         | Alfonso Viera                |     | 4   |     |     |     |     |     |     |     |     | 37,5   |
| 24.         | Joan Carchat                 | 19  |     |     | 12  | 10  | 15  | Ret |     | 14  | 24  | 30     |
| 25.         | Javier Ramos                 |     |     |     |     | 5   | 11  |     |     |     |     | 34     |
| 26.         | Adrián Díaz                  | Ret |     | 8   |     | 9   |     |     |     |     |     | 32     |
| 27.         | Ferran Pujol Parraga         |     |     | Ret | 9   | 8   | Ret |     |     |     |     | 32     |
| 28.         | Roberto Ballesteros          | 31  | 19  |     | 22  |     | 13  | Ret | Ret | 10  | 15  | 30     |
| 29.         | Víctor Pérez Silva           | 22  |     |     | 15  | Ret | Ret | 11  |     | 15  | Ret | 28,5   |
| 30.         | José Antonio Suárez          |     |     |     |     | Ret |     | Ret |     |     | 4   | 25     |
| 31.         | Francisco Javier España      |     |     | 5   |     |     |     |     |     |     |     | 23     |
| 32.         | Alberto Monarri              | Ret |     |     | 18  | Ret | Ret | 10  |     | Ret | 22  | 22,5   |
| 33.         | José Luis Peláez             |     |     |     | 16  | Ret | 8   |     |     |     |     | 22     |
| 34.         | Ángel Marrero                |     | 10  |     |     |     |     |     |     |     |     | 19,5   |
| 35.         | Alejandro Pais               |     |     |     | 7   | Ret | Ret |     |     |     |     | 19     |
| 36.         | Alberto Otero                |     |     |     |     |     | 7   |     |     |     |     | 19     |
| 37.         | Xabier Lujúa                 |     |     |     |     |     |     |     | 7   |     |     | 19     |
| 38.         | Diego Pinilla                | Ret |     | 12  | Ret | Ret | 22  | 15  |     | 21  | 28  | 9      |
| 39.         | Ángel Doménech               |     |     |     |     |     |     |     |     |     | 8   | 17     |
| 40.         | Édgar Vigo                   | 29  |     | 14  | 24  | 18  | 27  | 17  |     | 22  | 33  | 16     |
| 41.         | Juan Antonio de La Reina     |     |     |     |     |     |     |     |     |     | 9   | 15     |
| 42.         | José Luis Barrios Pérez      |     | 12  |     |     |     |     |     |     |     |     | 13,5   |
| 43.         | Ángel Paniceres              |     |     |     |     | 21  |     | Ret | 16  |     | 12  | 14     |
| 44.         | Tino Iglesias                |     |     |     |     |     | 10  |     |     |     |     | 13     |
| 45.         | Alberto San Segundo          |     |     |     |     |     |     |     |     |     | 10  | 13     |
| 46.         | Antonio Viloria Merayo       | 25  |     |     | 27  | 14  | 17  | Ret |     | 19  | 31  | 13     |
| 47.         | Bruno Meira                  | 28  |     |     | 20  | 17  | 23  | 16  |     | 23  | 32  | 12,5   |
| 48.         | Raúl Quesada                 |     | 13  |     |     |     |     |     |     |     |     | 12     |
| 49.         | Marcelo Conchado             | 27  |     | 11  |     |     |     |     |     |     |     | 11     |
| 50.         | Lluis Pérez Escale           | 26  |     |     | 11  | Ret |     |     |     |     |     | 11     |
| 51.         | Daniel Peña                  |     |     |     |     |     |     |     | 11  |     |     | 11     |
| 52.         | José Antonio Caballero Muñoz |     |     |     |     |     |     |     |     | 11  |     | 11     |
| 53.         | Antonio Sainz                |     |     |     |     |     |     |     |     |     | 11  | 11     |
| 54.         | Enrique Cruz                 |     | 14  |     |     |     |     |     |     |     |     | 10,5   |
| 55.         | Javier Álvarez               |     |     |     |     |     |     | 14  |     |     |     | 10,5   |
| 56.         | Luis Aragonés                | 23  | 22  |     | Ret | 12  |     |     |     | 25  | 20  | 10     |
| 57.         | Marcos Rodríguez Poncelas    |     |     |     | 21  | 16  | 20  | Ret |     | 17  | 30  | 10     |
| 58.         | José Llinares                | 12  |     |     |     |     |     |     |     |     |     | 9      |
| 59.         | Ivo Coutinho                 |     |     |     |     |     | 12  |     |     |     |     | 9      |
| 60.         | Eugenio Peláez               |     |     |     |     |     |     | Ret | 12  |     |     | 9      |
| 61.         | Borja García                 | 13  |     | Ret | Ret | Ret |     |     |     |     |     | 8      |
| 62.         | Hilario Rodríguez            | 32  |     | 13  |     | Ret |     |     |     |     |     | 8      |
| 63.         | Óscar Pereiro                |     |     |     |     |     |     |     |     |     | 14  | 7      |
| 64.         | Alex Teixidor                | 24  |     |     | 23  | 15  | Ret | Ret |     | 24  |     | 6      |
| 65.         | Jesús Pérez «Txutxi»         | 30  |     |     | 36  | 20  | 21  | 18  |     | 26  | Ret | 5,5    |
| 66.         | Marta Suria                  | 16  |     | Ret |     |     |     |     |     |     |     | 5      |
| 67.         | Roberto Torres               |     |     |     | 17  |     |     |     |     |     |     | 4      |
| 68.         | Francisco Casas              |     |     |     |     |     |     |     |     |     | 17  | 4      |
| 69.         | Germán Leal                  | Ret |     |     | 29  | Ret | 18  | Ret |     | Ret | 27  | 3      |
| 70.         | Francisco J. Bachiller       | Ret | 23  |     | 25  |     |     |     |     | 18  |     | 3      |
| 71.         | Santiago Cañizares           | 34  |     |     | 28  | 19  | Ret | Ret |     | Ret | 36  | 2      |
| 72.         | Igor Izaguirre               |     |     |     |     |     |     |     |     |     | 19  | 2      |
| 73.         | Heriberto Godoy              |     | 20  |     |     |     |     |     |     |     |     | 1,5    |
| 74.         | Juan Dorribo                 | 20  |     | Ret |     |     |     |     |     |     |     | 1      |
| Referencias |                              |     |     |     |     |     |     |     |     |     |     |        |

### Copa copilotos
| N.º | Copiloto             | Puntos |
| --- | -------------------- | ------ |
| 1.  | Ignacio Aviñó        | 260    |
| 2.  | Enrique Velasco      | 219    |
| 3.  | Jordi Mercader       | 201    |
| 4.  | Álex Haro            | 187    |
| 5.  | Alberto Iglesias Pin | 165,5  |
| 6.  | Diego Vallejo        | 162    |
| 7.  | Gabriel Suárez       | 160,5  |
| 8.  | Víctor Ferrero       | 146,5  |
| 9.  | Roberto Arias        | 82,5   |
| 10. | David Vázquez Liste  | 82     |

### Campeonato marcas
| N.º | Marca      | Puntos |
| --- | ---------- | ------ |
| 1.  | Suzuki     | 508.5  |
| 2.  | Peugeot    | 435.5  |
| 3.  | Mitsubishi | 414.5  |
| 4.  | Renault    | 352    |

### Copa escuderías
| N.º | Escudería             | Puntos |
| --- | --------------------- | ------ |
| 1.  | AMP Classic Team      | 396    |
| 2.  | Escudería Ourense     | 326.5  |
| 3.  | A.I.A.                | 313    |
| 4.  | Escudería 1000 Lagos  | 196.5  |
| 5.  | Escudería Rias Baixas | 184    |
| 6.  | A. Club del Norte     | 153.5  |
| 7.  | Escudería Ferrol      | 111.5  |
| 8.  | A.C.P.A.              | 110,5  |
| 9.  | C.D. Adal Sport       | 92.5   |
| 10. | Senra Sport           | 87     |

### Grupo N
| N.º | Piloto           | Puntos |
| --- | ---------------- | ------ |
| 1.  | Daniel Marbán    | 259.5  |
| 2.  | Pablo Pazó       | 151.5  |
| 3.  | Eugenio Mantecón | 145.5  |
| 4.  | Joan Carchat     | 124    |
| 5.  | Pablo Rey        | 121    |

### Trofeo júnior

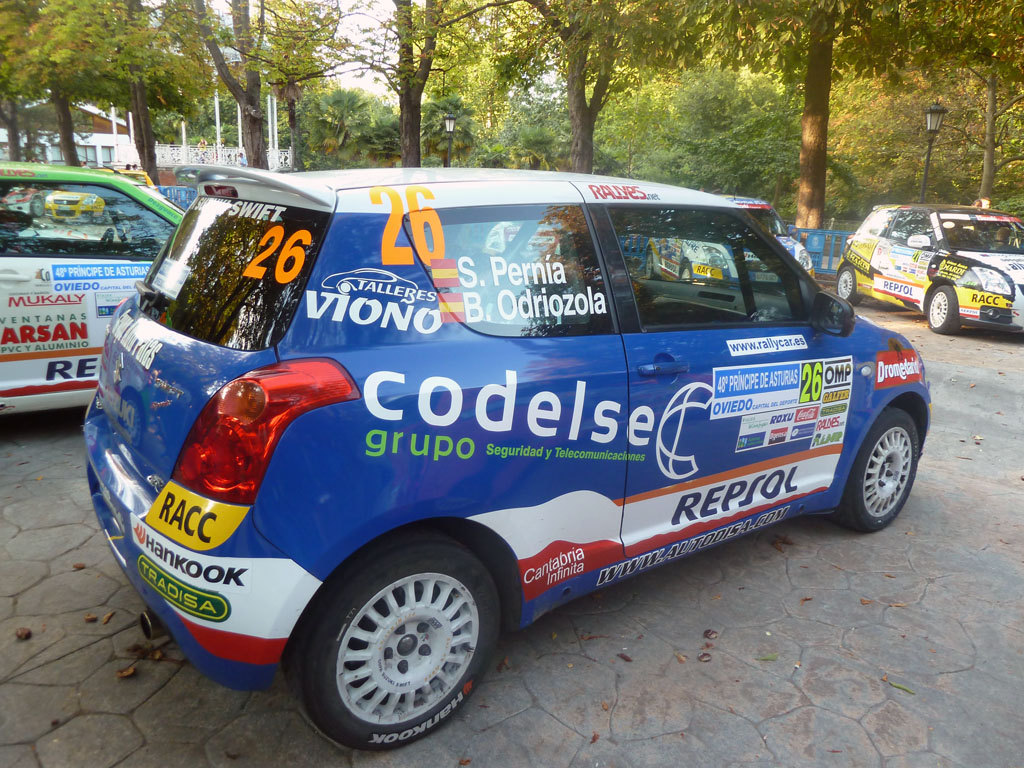
Pernía dominó la categoría júnior con el Suzuki Swift Sport.

| N.º | Piloto              | Puntos |
| --- | ------------------- | ------ |
| 1   | Surhayen Pernía     | 212.50 |
| 2   | Alexandre Teixidor  | 135    |
| 3   | Germán Leal         | 92     |
| 4   | José Antonio Suárez | 35     |
| 5   | Marcelo Conchado    | 30     |

### Trofeo vehículos GT
| N.º | Piloto              | Puntos |
| --- | ------------------- | ------ |
| 1   | Miguel Ángel Fuster | 275    |
| 2   | Sergio Vallejo      | 210    |
| 3   | Álvaro Muñiz        | 87     |
| 4   | Alfonso Viera       | 45     |
| 5   | Francisco Cima      | 27     |

### Trofeo vehículos R2

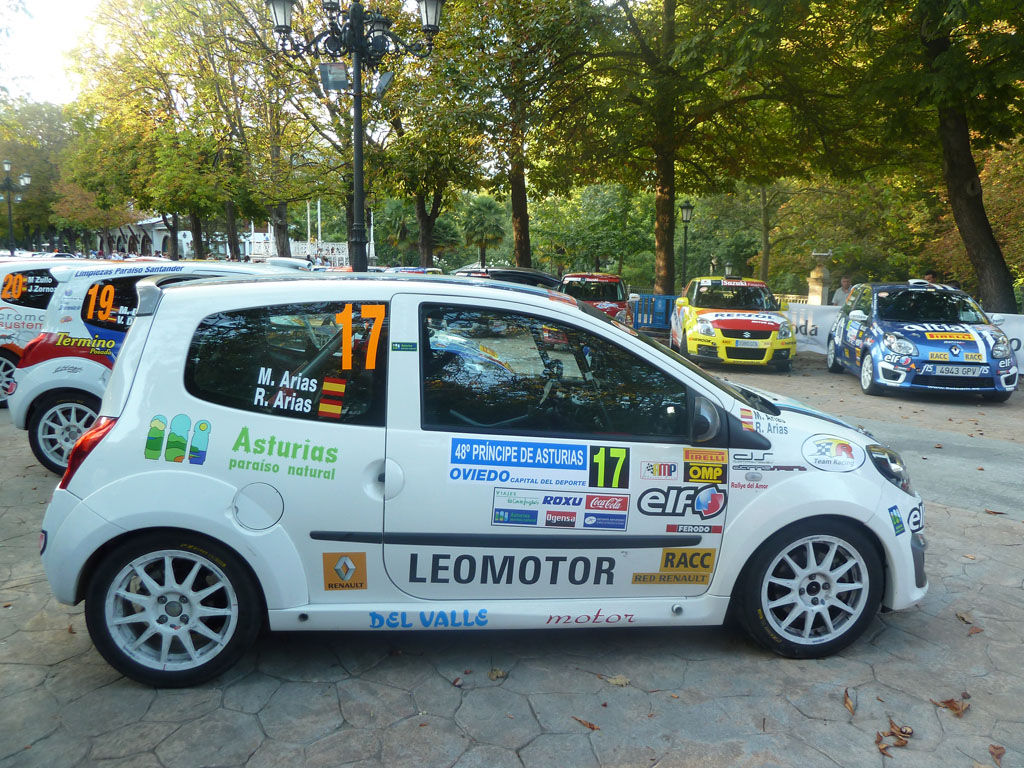
Miguel Arias con un Renault Twingo RS R2 venció en la categoría R2.

| N.º | Piloto               | Puntos |
| --- | -------------------- | ------ |
| 1   | Miguel Arias         | 217    |
| 2   | Rubén Gracia         | 202.5  |
| 3   | Marcos Barquín       | 194    |
| 4   | Roberto Ballesteros  | 159.5  |
| 5   | Luis Aragonés        | 116.5  |
| 6   | Enrique García Ojeda | 110.5  |

### Copa vehículos 2 Ruedas Motrices
| N.º | Piloto            | Puntos |
| --- | ----------------- | ------ |
| 1   | Joan Vinyes       | 315    |
| 2   | Gorka Antxustegui | 257    |
| 3   | Miguel Arias      | 178.5  |
| 4   | Rubén Gracia      | 157.5  |
| 5   | Marcos Barquin    | 133.5  |

### Trofeo copilotos femeninos
| N.º | Copiloto               | Puntos |
| --- | ---------------------- | ------ |
| 1   | Fátima Ameneiro        | 258    |
| 2   | Leticia Rodríguez      | 133.5  |
| 3   | Vanessa Valle Núñez    | 105    |
| 4   | Ainhoa Sarasua Aginaga | 95     |
| 5   | Aintzane Goñi Erasun   | 55     |

### Trofeo R3
| N.º | Piloto             | Puntos |
| --- | ------------------ | ------ |
| 1.  | Hilario Rodríguez  | 70     |
| 2.  | Ángel Luis Marrero | 52.5   |
| 3.  | Ivo Coutinho       | 35     |

### Challenge Twingo Renault Sport R2
| Pos. | Piloto              | Puntos |
| ---- | ------------------- | ------ |
| 1.   | Miguel Arias        | 94     |
| 2.   | Rubén Gracia        | 67     |
| 3.   | Roberto Ballesteros | 58     |

### Mitsubishi Evo Cup asfalto
| Pos. | Piloto                  | Puntos |
| ---- | ----------------------- | ------ |
| 1.   | Daniel Marbán           | 64     |
| 2.   | Eugenio Mantecón        | 36     |
| 3.   | Ángel Paniceres         | 16     |
| 4.   | Javier Ramos            | 15     |
| 5.   | Francisco Javier España | 10     |
| 6.   | Alberto Otero           | 10     |
| 7.   | Xabier Lujua            | 10     |
| 8.   | Ángel Domenech          | 10     |
| 9.   | Francisco Cima          | 8      |
| 10.  | José Luis Peláez        | 8      |

### Copa Suzuki Swift
| Pos. | Piloto           | Puntos |
| ---- | ---------------- | ------ |
| 1.   | Joan Carchat     | 121    |
| 2.   | Pablo Pazó       | 115    |
| 3.   | Pablo Rey        | 97     |
| 4.   | Surhayen Pernía  | 72     |
| 5.   | Víctor Pérez     | 64     |
| 6.   | Antonio Viloria  | 62     |
| 7.   | Marcos Rodríguez | 50     |
| 8.   | Bruno Meira      | 49     |
| 9.   | Édgar Vigo       | 43     |
| 10.  | Diego Pinilla    | 38     |

### Challenge Hankook 2RM
| Pos. | Piloto            | Puntos |
| ---- | ----------------- | ------ |
| 1.   | Joan Vinyes       | 138    |
| 2.   | Gorka Antxustegui | 110    |
| 3.   | Pablo Pazó        | 74     |

### Challenge Hankook 2RM-Access
| Pos. | Piloto          | Puntos |
| ---- | --------------- | ------ |
| 1.   | Pablo Pazó      | 96     |
| 2.   | Surhayen Pernía | 82     |
| 3.   | Pablo Rey       | 80     |